# U-21-Handball-Weltmeisterschaft 2015
Die U-21-Handball-Weltmeisterschaft der Männer wurde vom 19. Juli bis 2. August 2015 in Brasilien ausgetragen. Veranstalter war die Internationale Handballföderation (IHF). Titelverteidiger war Schweden. Frankreich gewann durch einen 26:24-Sieg über Dänemark im Finale zum ersten Mal den Titel.

## Teilnehmende Mannschaften
Als Gastgeber des Turniers ist  Brasilien automatisch qualifiziert.
 Dänemark ist als Gewinner der U-19-Handball-Weltmeisterschaft 2013 qualifiziert sowie  Deutschland als Gewinner der U-20-Handball-Europameisterschaft der Männer 2014 und  Schweden als Zweitplatzierter.
| Europa | Amerika                                                | Ozeanien | Afrika                                   | Asien                      |
| --- | ------------------------------------------------------ | -------- | ---------------------------------------- | -------------------------- |
| - Belarus - Russland - Dänemark - Frankreich - Deutschland - Niederlande - Norwegen - Rumänien - Serbien - Spanien - Schweden - Portugal | - Brasilien - Chile - Argentinien - Paraguay - Uruguay |          | - Algerien - Angola - Ägypten - Tunesien | - Japan - Katar - Südkorea |

## Qualifikation
Die weiteren acht europäischen Startplätze wurden durch Qualifikationsspiele vom 9. bis 11. Januar 2015 vergeben. Die Auslosung der Gruppen fand am 19./20. September 2014 in Dublin statt.

## Spielplan

### Vorrunde

#### Gruppe A
| Pl. | Land        | Sp. | S | U | N | Tore      | Diff. | Punkte |
| --- | ----------- | --- | - | - | - | --------- | ----- | ------ |
| 1.  | Schweden    | 5   | 5 | 0 | 0 | 0210:1080 | +102  | 010:00 |
| 2.  | Belarus     | 5   | 4 | 0 | 1 | 0181:1300 | +51   | 08:20  |
| 3.  | Tunesien    | 5   | 3 | 0 | 2 | 0153:1420 | +11   | 06:40  |
| 4.  | Russland    | 5   | 2 | 0 | 3 | 0165:1680 | −3    | 04:60  |
| 5.  | Niederlande | 5   | 1 | 0 | 4 | 0149:1650 | −16   | 02:80  |
| 6.  | Paraguay    | 5   | 0 | 0 | 5 | 095:2400  | −145  | 00:100 |

| 20. Juli 2015 09:30 Uhr | Schweden                            | 35:27        | Tunesien               | Ginásio Municipal Tancroto Neves, Uberlândia Zuschauer: 200 Schiedsrichter: Brkić, Jusufhodžić |
| 20. Juli 2015 09:30 Uhr | meiste Tore: Tollbring, Zetterman 5 | (17:11)      | meiste Tore: Abdelli 8 | Ginásio Municipal Tancroto Neves, Uberlândia Zuschauer: 200 Schiedsrichter: Brkić, Jusufhodžić |
| 20. Juli 2015 09:30 Uhr | Strafen: 3× 4×                      | Spielbericht | Strafen: 3×            | Ginásio Municipal Tancroto Neves, Uberlândia Zuschauer: 200 Schiedsrichter: Brkić, Jusufhodžić |

| 20. Juli 2015 11:45 Uhr | Niederlande              | 25:37        | Weißrussland          | Ginásio Municipal Tancroto Neves, Uberlândia Zuschauer: 200 Schiedsrichter: Gonzales, Prieto |
| 20. Juli 2015 11:45 Uhr | meiste Tore: Berendsen 6 | (12:15)      | meiste Tore: Harbuz 7 | Ginásio Municipal Tancroto Neves, Uberlândia Zuschauer: 200 Schiedsrichter: Gonzales, Prieto |
| 20. Juli 2015 11:45 Uhr | Strafen: 3× 2×           | Spielbericht | Strafen: 2× 5×        | Ginásio Municipal Tancroto Neves, Uberlândia Zuschauer: 200 Schiedsrichter: Gonzales, Prieto |

| 20. Juli 2015 20:45 Uhr | Russland                   | 44:30        | Paraguay               | Ginásio Municipal Tancroto Neves, Uberlândia Zuschauer: 300 Schiedsrichter: Erdoğan, Özdeniz |
| 20. Juli 2015 20:45 Uhr | meiste Tore: Schkurinski 9 | (18:14)      | meiste Tore: Garcete 8 | Ginásio Municipal Tancroto Neves, Uberlândia Zuschauer: 300 Schiedsrichter: Erdoğan, Özdeniz |
| 20. Juli 2015 20:45 Uhr | Strafen: 2× 4×             | Spielbericht | Strafen: 3×            | Ginásio Municipal Tancroto Neves, Uberlândia Zuschauer: 300 Schiedsrichter: Erdoğan, Özdeniz |

| 21. Juli 2015 16:15 Uhr | Tunesien               | 31:28        | Russland                   | Ginásio Municipal Tancroto Neves, Uberlândia Zuschauer: 250 Schiedsrichter: Kolahdouzan, Mousavian |
| 21. Juli 2015 16:15 Uhr | meiste Tore: Abdelli 7 | (15:16)      | meiste Tore: Schkurinski 9 | Ginásio Municipal Tancroto Neves, Uberlândia Zuschauer: 250 Schiedsrichter: Kolahdouzan, Mousavian |
| 21. Juli 2015 16:15 Uhr | Strafen: 3× 1×         | Spielbericht | Strafen: 2×                | Ginásio Municipal Tancroto Neves, Uberlândia Zuschauer: 250 Schiedsrichter: Kolahdouzan, Mousavian |

| 21. Juli 2015 18:30 Uhr | Weißrussland             | 23:38        | Schweden                  | Ginásio Municipal Tancroto Neves, Uberlândia Zuschauer: 250 Schiedsrichter: Alves, Magalhães |
| 21. Juli 2015 18:30 Uhr | meiste Tore: Karvatski 5 | (12:17)      | meiste Tore: Tollbring 10 | Ginásio Municipal Tancroto Neves, Uberlândia Zuschauer: 250 Schiedsrichter: Alves, Magalhães |
| 21. Juli 2015 18:30 Uhr | Strafen: 4× 2×           | Spielbericht | Strafen: 1× 3×            | Ginásio Municipal Tancroto Neves, Uberlândia Zuschauer: 250 Schiedsrichter: Alves, Magalhães |

| 21. Juli 2015 20:45 Uhr | Paraguay               | 18:52        | Niederlande               | Ginásio Municipal Tancroto Neves, Uberlândia Zuschauer: 700 Schiedsrichter: Pétursson, Sigurjónsson |
| 21. Juli 2015 20:45 Uhr | meiste Tore: Garcete 9 | (7:24)       | meiste Tore: Berendsen 13 | Ginásio Municipal Tancroto Neves, Uberlândia Zuschauer: 700 Schiedsrichter: Pétursson, Sigurjónsson |
| 21. Juli 2015 20:45 Uhr | Strafen: 4× 5× 1×      | Spielbericht | Strafen: 3× 7×            | Ginásio Municipal Tancroto Neves, Uberlândia Zuschauer: 700 Schiedsrichter: Pétursson, Sigurjónsson |

| 23. Juli 2015 09:30 Uhr | Schweden            | 52:10        | Paraguay                   | Ginásio Municipal Tancroto Neves, Uberlândia Schiedsrichter: Al-Mutawa, Al-Suwailem |
| 23. Juli 2015 09:30 Uhr | meiste Tore: Mörk 9 | (25:4)       | meiste Tore: Bordon Mora 3 | Ginásio Municipal Tancroto Neves, Uberlândia Schiedsrichter: Al-Mutawa, Al-Suwailem |
| 23. Juli 2015 09:30 Uhr | Strafen: 2× 1×      | Spielbericht | Strafen: 3× 1×             | Ginásio Municipal Tancroto Neves, Uberlândia Schiedsrichter: Al-Mutawa, Al-Suwailem |

| 23. Juli 2015 11:45 Uhr | Russland                    | 37:25        | Niederlande              | Ginásio Municipal Tancroto Neves, Uberlândia Schiedsrichter: Erdoğan, Özdeniz |
| 23. Juli 2015 11:45 Uhr | meiste Tore: Schkurinski 11 | (20:16)      | meiste Tore: Berendsen 7 | Ginásio Municipal Tancroto Neves, Uberlândia Schiedsrichter: Erdoğan, Özdeniz |
| 23. Juli 2015 11:45 Uhr | Strafen: 3×                 | Spielbericht | Strafen: 3× 2×           | Ginásio Municipal Tancroto Neves, Uberlândia Schiedsrichter: Erdoğan, Özdeniz |

| 23. Juli 2015 14:00 Uhr | Tunesien                      | 23:31        | Weißrussland                     | Ginásio Municipal Tancroto Neves, Uberlândia Zuschauer: 200 Schiedsrichter: Pétursson, Sigurjónsson |
| 23. Juli 2015 14:00 Uhr | meiste Tore: Dhouibi, Berry 5 | (9:18)       | meiste Tore: Karalek, Wajlupau 7 | Ginásio Municipal Tancroto Neves, Uberlândia Zuschauer: 200 Schiedsrichter: Pétursson, Sigurjónsson |
| 23. Juli 2015 14:00 Uhr | Strafen: 3× 4×                | Spielbericht | Strafen: 4× 6×                   | Ginásio Municipal Tancroto Neves, Uberlândia Zuschauer: 200 Schiedsrichter: Pétursson, Sigurjónsson |

| 24. Juli 2015 16:15 Uhr | Russland                 | 28:41        | Weißrussland             | Ginásio Municipal Tancroto Neves, Uberlândia Zuschauer: 200 Schiedsrichter: Brkić, Jusufhodžić |
| 24. Juli 2015 16:15 Uhr | meiste Tore: Tschernow 8 | (13:18)      | meiste Tore: Karvatski 7 | Ginásio Municipal Tancroto Neves, Uberlândia Zuschauer: 200 Schiedsrichter: Brkić, Jusufhodžić |
| 24. Juli 2015 16:15 Uhr | Strafen: 3× 4×           | Spielbericht | Strafen: 3× 1×           | Ginásio Municipal Tancroto Neves, Uberlândia Zuschauer: 200 Schiedsrichter: Brkić, Jusufhodžić |

| 24. Juli 2015 18:30 Uhr | Niederlande              | 20:44        | Schweden                 | Ginásio Municipal Tancroto Neves, Uberlândia Zuschauer: 200 Schiedsrichter: Pétursson, Sigurjónsson |
| 24. Juli 2015 18:30 Uhr | meiste Tore: Berendsen 5 | (9:19)       | meiste Tore: Tollbring 7 | Ginásio Municipal Tancroto Neves, Uberlândia Zuschauer: 200 Schiedsrichter: Pétursson, Sigurjónsson |
| 24. Juli 2015 18:30 Uhr | Strafen: 2× 3×           | Spielbericht | Strafen: 3× 4×           | Ginásio Municipal Tancroto Neves, Uberlândia Zuschauer: 200 Schiedsrichter: Pétursson, Sigurjónsson |

| 24. Juli 2015 20:45 Uhr | Paraguay                    | 21:43        | Tunesien             | Ginásio Municipal Tancroto Neves, Uberlândia Zuschauer: 100 Schiedsrichter: Kolahdouzan, Mousavian |
| 24. Juli 2015 20:45 Uhr | meiste Tore: Perez, Rodas 4 | (9:22)       | meiste Tore: Berry 9 | Ginásio Municipal Tancroto Neves, Uberlândia Zuschauer: 100 Schiedsrichter: Kolahdouzan, Mousavian |
| 24. Juli 2015 20:45 Uhr | Strafen: 2× 7×              | Spielbericht | Strafen: 3× 4×       | Ginásio Municipal Tancroto Neves, Uberlândia Zuschauer: 100 Schiedsrichter: Kolahdouzan, Mousavian |

| 26. Juli 2015 09:30 Uhr | Weißrussland            | 49:16        | Paraguay             | Ginásio Municipal Tancroto Neves, Uberlândia Zuschauer: 100 Schiedsrichter: K. Gasmi, R. Gasmi |
| 26. Juli 2015 09:30 Uhr | meiste Tore: Vailupau 8 | (26:8)       | meiste Tore: Perez 6 | Ginásio Municipal Tancroto Neves, Uberlândia Zuschauer: 100 Schiedsrichter: K. Gasmi, R. Gasmi |
| 26. Juli 2015 09:30 Uhr | Strafen: 3× 1×          | Spielbericht | Strafen: 3× 1×       | Ginásio Municipal Tancroto Neves, Uberlândia Zuschauer: 100 Schiedsrichter: K. Gasmi, R. Gasmi |

| 26. Juli 2015 11:45 Uhr | Niederlande           | 27:29        | Tunesien                                | Ginásio Municipal Tancroto Neves, Uberlândia Zuschauer: 100 Schiedsrichter: Alves, Magalhaes |
| 26. Juli 2015 11:45 Uhr | meiste Tore: Jansen 7 | (12:15)      | meiste Tore: Abdelli, Berry, Kablouti 6 | Ginásio Municipal Tancroto Neves, Uberlândia Zuschauer: 100 Schiedsrichter: Alves, Magalhaes |
| 26. Juli 2015 11:45 Uhr | Strafen: 4× 3×        | Spielbericht | Strafen: 3× 1×                          | Ginásio Municipal Tancroto Neves, Uberlândia Zuschauer: 100 Schiedsrichter: Alves, Magalhaes |

| 26. Juli 2015 14:00 Uhr | Schweden                 | 41:28        | Russland                    | Ginásio Municipal Tancroto Neves, Uberlândia Zuschauer: 100 Schiedsrichter: Gonzalez, Prieto |
| 26. Juli 2015 14:00 Uhr | meiste Tore: Tollbring 9 | (24:14)      | meiste Tore: Shkurinskiy 13 | Ginásio Municipal Tancroto Neves, Uberlândia Zuschauer: 100 Schiedsrichter: Gonzalez, Prieto |
| 26. Juli 2015 14:00 Uhr | Strafen: 3× 4×           | Spielbericht | Strafen: 1× 4× 1×           | Ginásio Municipal Tancroto Neves, Uberlândia Zuschauer: 100 Schiedsrichter: Gonzalez, Prieto |

#### Gruppe B
| Pl. | Land     | Sp. | S | U | N | Tore      | Diff. | Punkte |
| --- | -------- | --- | - | - | - | --------- | ----- | ------ |
| 1.  | Spanien  | 5   | 4 | 0 | 1 | 0134:1070 | +27   | 08:20  |
| 2.  | Rumänien | 5   | 2 | 2 | 1 | 0136:1300 | +6    | 06:40  |
| 3.  | Katar    | 5   | 3 | 0 | 2 | 0130:1380 | −8    | 06:40  |
| 4.  | Portugal | 5   | 2 | 1 | 2 | 0120:1270 | −7    | 05:50  |
| 5.  | Serbien  | 5   | 2 | 1 | 2 | 0134:1120 | +22   | 05:50  |
| 6.  | Angola   | 5   | 0 | 0 | 5 | 0113:1530 | −40   | 00:100 |

| 20. Juli 2015 14:00 Uhr | Spanien                     | 26:27        | Katar                 | Ginásio Municipal Tancroto Neves, Uberlândia Zuschauer: 250 Schiedsrichter: Gasmi, Gasmi |
| 20. Juli 2015 14:00 Uhr | meiste Tore: Gomez Abelló 7 | (16:11)      | meiste Tore: Madadi 8 | Ginásio Municipal Tancroto Neves, Uberlândia Zuschauer: 250 Schiedsrichter: Gasmi, Gasmi |
| 20. Juli 2015 14:00 Uhr | Strafen: 3×                 | Spielbericht | Strafen: 3× 5×        | Ginásio Municipal Tancroto Neves, Uberlândia Zuschauer: 250 Schiedsrichter: Gasmi, Gasmi |

| 20. Juli 2015 16:15 Uhr | Rumänien             | 26:26        | Portugal                  | Ginásio Municipal Tancroto Neves, Uberlândia Zuschauer: 300 Schiedsrichter: Al-Mutawa, Al-Suwailem |
| 20. Juli 2015 16:15 Uhr | meiste Tore: Negru 7 | (11:15)      | meiste Tore: M. Martins 7 | Ginásio Municipal Tancroto Neves, Uberlândia Zuschauer: 300 Schiedsrichter: Al-Mutawa, Al-Suwailem |
| 20. Juli 2015 16:15 Uhr | Strafen: 1× 4× 1×    | Spielbericht | Strafen: 4× 2×            | Ginásio Municipal Tancroto Neves, Uberlândia Zuschauer: 300 Schiedsrichter: Al-Mutawa, Al-Suwailem |

| 20. Juli 2015 18:30 Uhr | Serbien              | 31:14        | Angola                    | Ginásio Municipal Tancroto Neves, Uberlândia Zuschauer: 150 Schiedsrichter: Kolahdouzan, Mousavian |
| 20. Juli 2015 18:30 Uhr | meiste Tore: Šotić 5 | (16:3)       | meiste Tore: Nascimento 7 | Ginásio Municipal Tancroto Neves, Uberlândia Zuschauer: 150 Schiedsrichter: Kolahdouzan, Mousavian |
| 20. Juli 2015 18:30 Uhr | Strafen: 3× 4×       | Spielbericht | Strafen: 3× 4×            | Ginásio Municipal Tancroto Neves, Uberlândia Zuschauer: 150 Schiedsrichter: Kolahdouzan, Mousavian |

| 22. Juli 2015 16:15 Uhr | Katar                   | 31:32        | Rumänien               | Ginásio Municipal Tancroto Neves, Uberlândia Zuschauer: 200 Schiedsrichter: Erdoğan, Özdeniz |
| 22. Juli 2015 16:15 Uhr | meiste Tore: Denguir 10 | (16:16)      | meiste Tore: Somlea 10 | Ginásio Municipal Tancroto Neves, Uberlândia Zuschauer: 200 Schiedsrichter: Erdoğan, Özdeniz |
| 22. Juli 2015 16:15 Uhr | Strafen: 3× 1×          | Spielbericht | Strafen: 4× 8× 2×      | Ginásio Municipal Tancroto Neves, Uberlândia Zuschauer: 200 Schiedsrichter: Erdoğan, Özdeniz |

| 22. Juli 2015 18:30 Uhr | Angola                     | 21:32        | Spanien                         | Ginásio Municipal Tancroto Neves, Uberlândia Zuschauer: 200 Schiedsrichter: Gonzales, Prieto |
| 22. Juli 2015 18:30 Uhr | meiste Tore: Sibo, Nhati 7 | (12:17)      | meiste Tore: Del Valle Navasa 9 | Ginásio Municipal Tancroto Neves, Uberlândia Zuschauer: 200 Schiedsrichter: Gonzales, Prieto |
| 22. Juli 2015 18:30 Uhr | Strafen: 2× 5× 1×          | Spielbericht | Strafen: 4× 2×                  | Ginásio Municipal Tancroto Neves, Uberlândia Zuschauer: 200 Schiedsrichter: Gonzales, Prieto |

| 22. Juli 2015 20:45 Uhr | Portugal              | 27:24        | Serbien              | Ginásio Municipal Tancroto Neves, Uberlândia Zuschauer: 550 Schiedsrichter: Gasmi, Gasmi |
| 22. Juli 2015 20:45 Uhr | meiste Tore: Leitao 6 | (16:13)      | meiste Tore: Đukić 6 | Ginásio Municipal Tancroto Neves, Uberlândia Zuschauer: 550 Schiedsrichter: Gasmi, Gasmi |
| 22. Juli 2015 20:45 Uhr | Strafen: 4× 6×        | Spielbericht | Strafen: 4×          | Ginásio Municipal Tancroto Neves, Uberlândia Zuschauer: 550 Schiedsrichter: Gasmi, Gasmi |

| 23. Juli 2015 16:15 Uhr | Katar                      | 24:23        | Angola                 | Ginásio Municipal Tancroto Neves, Uberlândia Zuschauer: 200 Schiedsrichter: Alves, Magalhães |
| 23. Juli 2015 16:15 Uhr | meiste Tore: Al-Buainain 5 | (12:10)      | meiste Tore: Pascoal 9 | Ginásio Municipal Tancroto Neves, Uberlândia Zuschauer: 200 Schiedsrichter: Alves, Magalhães |
| 23. Juli 2015 16:15 Uhr | Strafen: 3×                | Spielbericht | Strafen: 1× 9× 2×      | Ginásio Municipal Tancroto Neves, Uberlândia Zuschauer: 200 Schiedsrichter: Alves, Magalhães |

| 23. Juli 2015 18:30 Uhr | Rumänien             | 21:21        | Serbien                       | Ginásio Municipal Tancroto Neves, Uberlândia Zuschauer: 200 Schiedsrichter: Brkić, Jusufhodžić |
| 23. Juli 2015 18:30 Uhr | meiste Tore: Negru 6 | (13:9)       | meiste Tore: Terzić, Kurtes 4 | Ginásio Municipal Tancroto Neves, Uberlândia Zuschauer: 200 Schiedsrichter: Brkić, Jusufhodžić |
| 23. Juli 2015 18:30 Uhr | Strafen: 3× 4× 1×    | Spielbericht | Strafen: 3× 7×                | Ginásio Municipal Tancroto Neves, Uberlândia Zuschauer: 200 Schiedsrichter: Brkić, Jusufhodžić |

| 23. Juli 2015 20:45 Uhr | Spanien                     | 25:20        | Portugal                  | Ginásio Municipal Tancroto Neves, Uberlândia Zuschauer: 300 Schiedsrichter: Kolahdouzan, Mousavian |
| 23. Juli 2015 20:45 Uhr | meiste Tore: Arino Garcia 5 | (12:12)      | meiste Tore: M. Martins 7 | Ginásio Municipal Tancroto Neves, Uberlândia Zuschauer: 300 Schiedsrichter: Kolahdouzan, Mousavian |
| 23. Juli 2015 20:45 Uhr | Strafen: 3× 2×              | Spielbericht | Strafen: 4× 5×            | Ginásio Municipal Tancroto Neves, Uberlândia Zuschauer: 300 Schiedsrichter: Kolahdouzan, Mousavian |

| 25. Juli 2015 15:30 Uhr | Rumänien              | 39:29        | Angola               | Ginásio Municipal Tancroto Neves, Uberlândia Schiedsrichter: Brkić, Jusufhodžić |
| 25. Juli 2015 15:30 Uhr | meiste Tore: Negru 18 | (20:14)      | meiste Tore: Sibo 10 | Ginásio Municipal Tancroto Neves, Uberlândia Schiedsrichter: Brkić, Jusufhodžić |
| 25. Juli 2015 15:30 Uhr | Strafen: 3×           | Spielbericht | Strafen: 3× 6×       | Ginásio Municipal Tancroto Neves, Uberlândia Schiedsrichter: Brkić, Jusufhodžić |

| 25. Juli 2015 17:45 Uhr | Serbien                   | 21:28        | Spanien                     | Ginásio Municipal Tancroto Neves, Uberlândia Zuschauer: 200 Schiedsrichter: K. Gasmi, R. Gasmi |
| 25. Juli 2015 17:45 Uhr | meiste Tore: Mladenović 6 | (13:12)      | meiste Tore: Arino Garcia 6 | Ginásio Municipal Tancroto Neves, Uberlândia Zuschauer: 200 Schiedsrichter: K. Gasmi, R. Gasmi |
| 25. Juli 2015 17:45 Uhr | Strafen: 4×               | Spielbericht | Strafen: 4× 1×              | Ginásio Municipal Tancroto Neves, Uberlândia Zuschauer: 200 Schiedsrichter: K. Gasmi, R. Gasmi |

| 25. Juli 2015 20:00 Uhr | Portugal              | 20:26        | Katar                | Ginásio Municipal Tancroto Neves, Uberlândia Schiedsrichter: Lah, Sok |
| 25. Juli 2015 20:00 Uhr | meiste Tore: Mourao 6 | (7:12)       | meiste Tore: Sassi 7 | Ginásio Municipal Tancroto Neves, Uberlândia Schiedsrichter: Lah, Sok |
| 25. Juli 2015 20:00 Uhr | Strafen: 3× 5×        | Spielbericht | Strafen: 3×          | Ginásio Municipal Tancroto Neves, Uberlândia Schiedsrichter: Lah, Sok |

| 26. Juli 2015 16:15 Uhr | Angola                    | 26:27        | Portugal                  | Ginásio Municipal Tancroto Neves, Uberlândia Zuschauer: 200 Schiedsrichter: Al Mutawa, Suwailem |
| 26. Juli 2015 16:15 Uhr | meiste Tore: Nascimento 9 | (14:12)      | meiste Tore: M. Martins 9 | Ginásio Municipal Tancroto Neves, Uberlândia Zuschauer: 200 Schiedsrichter: Al Mutawa, Suwailem |
| 26. Juli 2015 16:15 Uhr | Strafen: 3× 4×            | Spielbericht | Strafen: 3× 2×            | Ginásio Municipal Tancroto Neves, Uberlândia Zuschauer: 200 Schiedsrichter: Al Mutawa, Suwailem |

| 26. Juli 2015 18:30 Uhr | Serbien                                   | 37:22        | Katar                 | Ginásio Municipal Tancroto Neves, Uberlândia Schiedsrichter: Petursson, Sigurjonsson |
| 26. Juli 2015 18:30 Uhr | meiste Tore: Terzić, Kurtes, Sretenović 6 | (15:13)      | meiste Tore: Madadi 4 | Ginásio Municipal Tancroto Neves, Uberlândia Schiedsrichter: Petursson, Sigurjonsson |
| 26. Juli 2015 18:30 Uhr | Strafen: 3×                               | Spielbericht | Strafen: 3× 5× 1×     | Ginásio Municipal Tancroto Neves, Uberlândia Schiedsrichter: Petursson, Sigurjonsson |

| 26. Juli 2015 20:45 Uhr | Spanien                     | 23:18        | Rumänien               | Ginásio Municipal Tancroto Neves, Uberlândia Zuschauer: 200 Schiedsrichter: Erdoğan, Özdeniz |
| 26. Juli 2015 20:45 Uhr | meiste Tore: Gomez Abelló 7 | (15:12)      | meiste Tore: Racotea 7 | Ginásio Municipal Tancroto Neves, Uberlândia Zuschauer: 200 Schiedsrichter: Erdoğan, Özdeniz |
| 26. Juli 2015 20:45 Uhr | Strafen: 3× 7×              | Spielbericht | Strafen: 2× 4×         | Ginásio Municipal Tancroto Neves, Uberlândia Zuschauer: 200 Schiedsrichter: Erdoğan, Özdeniz |

#### Gruppe C
| Pl. | Land        | Sp. | S | U | N | Tore      | Diff. | Punkte |
| --- | ----------- | --- | - | - | - | --------- | ----- | ------ |
| 1.  | Frankreich  | 5   | 5 | 0 | 0 | 0163:1230 | +40   | 010:00 |
| 2.  | Dänemark    | 5   | 4 | 0 | 1 | 0165:1210 | +44   | 08:20  |
| 3.  | Südkorea    | 5   | 3 | 0 | 2 | 0153:1330 | +20   | 06:40  |
| 4.  | Argentinien | 5   | 2 | 0 | 3 | 0114:1230 | −9    | 04:60  |
| 5.  | Algerien    | 5   | 1 | 0 | 4 | 0117:1450 | −28   | 02:80  |
| 6.  | Chile       | 5   | 0 | 0 | 5 | 0104:1710 | −67   | 00:100 |

| 20. Juli 2015 11:45 Uhr | Dänemark                    | 39:20        | Chile                       | Arena Máquinas, Uberaba Zuschauer: 100 Schiedsrichter: Boualloucha, Khenissi |
| 20. Juli 2015 11:45 Uhr | meiste Tore: Vier Spieler 6 | (18:10)      | meiste Tore: Ayala, Velis 4 | Arena Máquinas, Uberaba Zuschauer: 100 Schiedsrichter: Boualloucha, Khenissi |
| 20. Juli 2015 11:45 Uhr | Strafen: 3×                 | Spielbericht | Strafen: 3× 5×              | Arena Máquinas, Uberaba Zuschauer: 100 Schiedsrichter: Boualloucha, Khenissi |

| 20. Juli 2015 14:00 Uhr | Frankreich                    | 26:25        | Algerien                    | Arena Máquinas, Uberaba Zuschauer: 200 Schiedsrichter: Lah, Sok |
| 20. Juli 2015 14:00 Uhr | meiste Tore: Traore, Tritta 4 | (13:11)      | meiste Tore: Vier Spieler 4 | Arena Máquinas, Uberaba Zuschauer: 200 Schiedsrichter: Lah, Sok |
| 20. Juli 2015 14:00 Uhr | Strafen: 3× 4×                | Spielbericht | Strafen: 3× 6× 2×           | Arena Máquinas, Uberaba Zuschauer: 200 Schiedsrichter: Lah, Sok |

| 20. Juli 2015 16:15 Uhr | Argentinien                        | 18:28        | Südkorea           | Arena Máquinas, Uberaba Zuschauer: 200 Schiedsrichter: Andorka, Hucker |
| 20. Juli 2015 16:15 Uhr | meiste Tore: Dechamps, Bernachea 4 | (9:12)       | meiste Tore: Lim 6 | Arena Máquinas, Uberaba Zuschauer: 200 Schiedsrichter: Andorka, Hucker |
| 20. Juli 2015 16:15 Uhr | Strafen: 4× 7×                     | Spielbericht | Strafen: 3× 6×     | Arena Máquinas, Uberaba Zuschauer: 200 Schiedsrichter: Andorka, Hucker |

| 22. Juli 2015 16:15 Uhr | Chile                             | 22:38        | Frankreich              | Arena Máquinas, Uberaba Zuschauer: 100 Schiedsrichter: Andorka, Hucker |
| 22. Juli 2015 16:15 Uhr | meiste Tore: Ayala, Valenzueela 8 | (9:20)       | meiste Tore: Cardinal 7 | Arena Máquinas, Uberaba Zuschauer: 100 Schiedsrichter: Andorka, Hucker |
| 22. Juli 2015 16:15 Uhr | Strafen: 3× 5×                    | Spielbericht | Strafen: 4× 1×          | Arena Máquinas, Uberaba Zuschauer: 100 Schiedsrichter: Andorka, Hucker |

| 22. Juli 2015 18:30 Uhr | Südkorea              | 27:28        | Dänemark                                 | Arena Máquinas, Uberaba Zuschauer: 350 Schiedsrichter: Lah, Sok |
| 22. Juli 2015 18:30 Uhr | meiste Tore: G. Kim 8 | (13:10)      | meiste Tore: Hald Jensen, Holst Jensen 5 | Arena Máquinas, Uberaba Zuschauer: 350 Schiedsrichter: Lah, Sok |
| 22. Juli 2015 18:30 Uhr | Strafen: 3× 4×        | Spielbericht | Strafen: 3× 7×                           | Arena Máquinas, Uberaba Zuschauer: 350 Schiedsrichter: Lah, Sok |

| 22. Juli 2015 20:45 Uhr | Algerien                 | 19:23        | Argentinien              | Arena Máquinas, Uberaba Zuschauer: 200 Schiedsrichter: Volodkov, Zoti |
| 22. Juli 2015 20:45 Uhr | meiste Tore: Djebrouni 7 | (7:12)       | meiste Tore: Bernachea 7 | Arena Máquinas, Uberaba Zuschauer: 200 Schiedsrichter: Volodkov, Zoti |
| 22. Juli 2015 20:45 Uhr | Strafen: 2× 7× 1×        | Spielbericht | Strafen: 2× 5×           | Arena Máquinas, Uberaba Zuschauer: 200 Schiedsrichter: Volodkov, Zoti |

| 23. Juli 2015 14:00 Uhr | Chile                | 22:35        | Südkorea              | Arena Máquinas, Uberaba Zuschauer: 150 Schiedsrichter: Al-Mawt, Marhoon |
| 23. Juli 2015 14:00 Uhr | meiste Tore: Salas 4 | (8:18)       | meiste Tore: D. Kim 6 | Arena Máquinas, Uberaba Zuschauer: 150 Schiedsrichter: Al-Mawt, Marhoon |
| 23. Juli 2015 14:00 Uhr | Strafen: 3× 5× 1×    | Spielbericht | Strafen: 2×           | Arena Máquinas, Uberaba Zuschauer: 150 Schiedsrichter: Al-Mawt, Marhoon |

| 23. Juli 2015 16:15 Uhr | Frankreich          | 28:19        | Argentinien            | Arena Máquinas, Uberaba Zuschauer: 600 Schiedsrichter: Covalciuc, Covalciuc |
| 23. Juli 2015 16:15 Uhr | meiste Tore: Seri 7 | (9:7)        | meiste Tore: Mourino 4 | Arena Máquinas, Uberaba Zuschauer: 600 Schiedsrichter: Covalciuc, Covalciuc |
| 23. Juli 2015 16:15 Uhr | Strafen: 2× 7×      | Spielbericht | Strafen: 3× 2×         | Arena Máquinas, Uberaba Zuschauer: 600 Schiedsrichter: Covalciuc, Covalciuc |

| 23. Juli 2015 20:45 Uhr | Dänemark            | 42:18        | Algerien              | Arena Máquinas, Uberaba Zuschauer: 350 Schiedsrichter: Mošorinski, Pandžić |
| 23. Juli 2015 20:45 Uhr | meiste Tore: Holm 8 | (17:9)       | meiste Tore: Khelil 5 | Arena Máquinas, Uberaba Zuschauer: 350 Schiedsrichter: Mošorinski, Pandžić |
| 23. Juli 2015 20:45 Uhr | Strafen: 3× 2×      | Spielbericht | Strafen: 3× 1×        | Arena Máquinas, Uberaba Zuschauer: 350 Schiedsrichter: Mošorinski, Pandžić |

| 25. Juli 2015 15:30 Uhr | Frankreich               | 39:31        | Südkorea          | Arena Máquinas, Uberaba Schiedsrichter: Mosorinski, Pandzic |
| 25. Juli 2015 15:30 Uhr | meiste Tore: Delecroix 8 | (20:14)      | meiste Tore: Oh 8 | Arena Máquinas, Uberaba Schiedsrichter: Mosorinski, Pandzic |
| 25. Juli 2015 15:30 Uhr | Strafen: 3× 9× 1×        | Spielbericht | Strafen: 3×       | Arena Máquinas, Uberaba Schiedsrichter: Mosorinski, Pandzic |

| 25. Juli 2015 17:45 Uhr | Argentinien              | 24:30        | Dänemark                 | Arena Máquinas, Uberaba Zuschauer: 300 Schiedsrichter: Boualloucha, Khenissi |
| 25. Juli 2015 17:45 Uhr | meiste Tore: Bernachea 7 | (13:14)      | meiste Tore: Schilling 9 | Arena Máquinas, Uberaba Zuschauer: 300 Schiedsrichter: Boualloucha, Khenissi |
| 25. Juli 2015 17:45 Uhr | Strafen: 3× 6× 1×        | Spielbericht | Strafen: 3× 7× 1×        | Arena Máquinas, Uberaba Zuschauer: 300 Schiedsrichter: Boualloucha, Khenissi |

| 25. Juli 2015 20:00 Uhr | Algerien                | 29:22        | Chile                | Arena Máquinas, Uberaba Zuschauer: 100 Schiedsrichter: A. Covalciuc, L. Covalciuc |
| 25. Juli 2015 20:00 Uhr | meiste Tore: Djehiche 8 | (16:10)      | meiste Tore: Ayala 6 | Arena Máquinas, Uberaba Zuschauer: 100 Schiedsrichter: A. Covalciuc, L. Covalciuc |
| 25. Juli 2015 20:00 Uhr | Strafen: 3× 5×          | Spielbericht | Strafen: 4×          | Arena Máquinas, Uberaba Zuschauer: 100 Schiedsrichter: A. Covalciuc, L. Covalciuc |

| 26. Juli 2015 14:00 Uhr | Dänemark                                          | 26:32        | Frankreich                      | Arena Máquinas, Uberaba Zuschauer: 250 Schiedsrichter: Volodkov, Zotin |
| 26. Juli 2015 14:00 Uhr | meiste Tore: Hald Jensen, Holst Jensen, Aastrup 4 | (15:18)      | meiste Tore: Billant, Tournat 6 | Arena Máquinas, Uberaba Zuschauer: 250 Schiedsrichter: Volodkov, Zotin |
| 26. Juli 2015 14:00 Uhr | Strafen: 3× 4×                                    | Spielbericht | Strafen: 3×                     | Arena Máquinas, Uberaba Zuschauer: 250 Schiedsrichter: Volodkov, Zotin |

| 26. Juli 2015 16:15 Uhr | Südkorea            | 32:26        | Algerien                        | Arena Máquinas, Uberaba Zuschauer: 2.500 Schiedsrichter: Jedermann, Posch |
| 26. Juli 2015 16:15 Uhr | meiste Tore: Park 6 | (16:11)      | meiste Tore: Khelil, Allouach 5 | Arena Máquinas, Uberaba Zuschauer: 2.500 Schiedsrichter: Jedermann, Posch |
| 26. Juli 2015 16:15 Uhr | Strafen: 3× 1×      | Spielbericht | Strafen: 3× 7× 1×               | Arena Máquinas, Uberaba Zuschauer: 2.500 Schiedsrichter: Jedermann, Posch |

| 26. Juli 2015 20:45 Uhr | Argentinien           | 30:18        | Chile                 | Arena Máquinas, Uberaba Zuschauer: 400 Schiedsrichter: Andorka, Hucker |
| 26. Juli 2015 20:45 Uhr | meiste Tore: Werner 6 | (13:8)       | meiste Tore: Flores 5 | Arena Máquinas, Uberaba Zuschauer: 400 Schiedsrichter: Andorka, Hucker |
| 26. Juli 2015 20:45 Uhr | Strafen: 1× 6×        | Spielbericht | Strafen: 3× 7× 1×     | Arena Máquinas, Uberaba Zuschauer: 400 Schiedsrichter: Andorka, Hucker |

#### Gruppe D
| Pl. | Land        | Sp. | S | U | N | Tore      | Diff. | Punkte |
| --- | ----------- | --- | - | - | - | --------- | ----- | ------ |
| 1.  | Deutschland | 5   | 4 | 1 | 0 | 0166:1190 | +47   | 09:10  |
| 2.  | Ägypten     | 5   | 3 | 1 | 1 | 0151:1280 | +23   | 07:30  |
| 3.  | Brasilien   | 5   | 3 | 1 | 1 | 0155:1310 | +24   | 07:30  |
| 4.  | Norwegen    | 5   | 2 | 0 | 3 | 0135:1380 | −3    | 04:60  |
| 5.  | Japan       | 5   | 1 | 1 | 3 | 0139:1550 | −16   | 03:70  |
| 6.  | Uruguay     | 5   | 0 | 0 | 5 | 089:1640  | −75   | 00:100 |

| 19. Juli 2015 18:30 Uhr | Brasilien                       | 31:30        | Japan                 | Arena Máquinas, Uberaba Zuschauer: 6.000 Schiedsrichter: Andorka, Hucker |
| 19. Juli 2015 18:30 Uhr | meiste Tore: Langaro, Moreira 5 | (14:15)      | meiste Tore: Tokuda 9 | Arena Máquinas, Uberaba Zuschauer: 6.000 Schiedsrichter: Andorka, Hucker |
| 19. Juli 2015 18:30 Uhr | Strafen: 3× 6× 1×               | Spielbericht | Strafen: 3×           | Arena Máquinas, Uberaba Zuschauer: 6.000 Schiedsrichter: Andorka, Hucker |

| 20. Juli 2015 18:30 Uhr | Deutschland                 | 28:24        | Norwegen                 | Arena Máquinas, Uberaba Zuschauer: 500 Schiedsrichter: Volodkov, Zotin |
| 20. Juli 2015 18:30 Uhr | meiste Tore: Vier Spieler 5 | (14:12)      | meiste Tore: Pedersen 12 | Arena Máquinas, Uberaba Zuschauer: 500 Schiedsrichter: Volodkov, Zotin |
| 20. Juli 2015 18:30 Uhr | Strafen: 3× 4×              | Spielbericht | Strafen: 3× 8× 1×        | Arena Máquinas, Uberaba Zuschauer: 500 Schiedsrichter: Volodkov, Zotin |

| 20. Juli 2015 20:45 Uhr | Ägypten                         | 37:20        | Uruguay                   | Arena Máquinas, Uberaba Zuschauer: 110 Schiedsrichter: Al-Mawt, Marhoon |
| 20. Juli 2015 20:45 Uhr | meiste Tore: Adel Yousry Saad 6 | (18:7)       | meiste Tore: S. Ancheta 5 | Arena Máquinas, Uberaba Zuschauer: 110 Schiedsrichter: Al-Mawt, Marhoon |
| 20. Juli 2015 20:45 Uhr | Strafen: 3× 2×                  | Spielbericht | Strafen: 1× 5× 1×         | Arena Máquinas, Uberaba Zuschauer: 110 Schiedsrichter: Al-Mawt, Marhoon |

| 21. Juli 2015 16:15 Uhr | Uruguay                   | 18:37        | Deutschland           | Arena Máquinas, Uberaba Zuschauer: 200 Schiedsrichter: Jedermann, Posch |
| 21. Juli 2015 16:15 Uhr | meiste Tore: S. Ancheta 5 | (9:17)       | meiste Tore: Kunkel 8 | Arena Máquinas, Uberaba Zuschauer: 200 Schiedsrichter: Jedermann, Posch |
| 21. Juli 2015 16:15 Uhr | Strafen: 3× 5×            | Spielbericht | Strafen: 2×           | Arena Máquinas, Uberaba Zuschauer: 200 Schiedsrichter: Jedermann, Posch |

| 21. Juli 2015 18:30 Uhr | Norwegen                       | 24:37        | Brasilien                | Arena Máquinas, Uberaba Zuschauer: 4.000 Schiedsrichter: Mošorinski, Pandžić |
| 21. Juli 2015 18:30 Uhr | meiste Tore: Ekren, Pedersen 5 | (13:17)      | meiste Tore: Hackbarth 9 | Arena Máquinas, Uberaba Zuschauer: 4.000 Schiedsrichter: Mošorinski, Pandžić |
| 21. Juli 2015 18:30 Uhr | Strafen: 3× 9×                 | Spielbericht | Strafen: 2× 4×           | Arena Máquinas, Uberaba Zuschauer: 4.000 Schiedsrichter: Mošorinski, Pandžić |

| 21. Juli 2015 20:45 Uhr | Japan                  | 27:27        | Ägypten                        | Arena Máquinas, Uberaba Zuschauer: 1.000 Schiedsrichter: Covalciuc, Covalciuc |
| 21. Juli 2015 20:45 Uhr | meiste Tore: Tokuda 10 | (17:14)      | meiste Tore: Moustafa Khairi 5 | Arena Máquinas, Uberaba Zuschauer: 1.000 Schiedsrichter: Covalciuc, Covalciuc |
| 21. Juli 2015 20:45 Uhr | Strafen: 3× 4×         | Spielbericht | Strafen: 3× 2×                 | Arena Máquinas, Uberaba Zuschauer: 1.000 Schiedsrichter: Covalciuc, Covalciuc |

| 23. Juli 2015 09:30 Uhr | Deutschland                | 43:24        | Japan                     | Arena Máquinas, Uberaba Zuschauer: 100 Schiedsrichter: Boualloucha, Khenissi |
| 23. Juli 2015 09:30 Uhr | meiste Tore: Ritterbach 10 | (20:11)      | meiste Tore: Kei Tanaka 5 | Arena Máquinas, Uberaba Zuschauer: 100 Schiedsrichter: Boualloucha, Khenissi |
| 23. Juli 2015 09:30 Uhr | Strafen: 3× 6×             | Spielbericht | Strafen: 3×               | Arena Máquinas, Uberaba Zuschauer: 100 Schiedsrichter: Boualloucha, Khenissi |

| 23. Juli 2015 11:45 Uhr | Norwegen                | 31:16        | Uruguay                   | Arena Máquinas, Uberaba Zuschauer: 100 Schiedsrichter: Lah, Sok |
| 23. Juli 2015 11:45 Uhr | meiste Tore: Pedersen 7 | (19:8)       | meiste Tore: S. Ancheta 6 | Arena Máquinas, Uberaba Zuschauer: 100 Schiedsrichter: Lah, Sok |
| 23. Juli 2015 11:45 Uhr | Strafen: 3× 4×          | Spielbericht | Strafen: 3× 4×            | Arena Máquinas, Uberaba Zuschauer: 100 Schiedsrichter: Lah, Sok |

| 23. Juli 2015 18:30 Uhr | Brasilien                | 31:32        | Ägypten                     | Arena Máquinas, Uberaba Zuschauer: 7.000 Schiedsrichter: Andorka, Hucker |
| 23. Juli 2015 18:30 Uhr | meiste Tore: Rodrigues 9 | (16:17)      | meiste Tore: Y. El-Deraa 10 | Arena Máquinas, Uberaba Zuschauer: 7.000 Schiedsrichter: Andorka, Hucker |
| 23. Juli 2015 18:30 Uhr | Strafen: 4× 2×           | Spielbericht | Strafen: 3× 4×              | Arena Máquinas, Uberaba Zuschauer: 7.000 Schiedsrichter: Andorka, Hucker |

| 24. Juli 2015 16:15 Uhr | Ägypten                                     | 24:29        | Deutschland          | Arena Máquinas, Uberaba Schiedsrichter: Volodkov, Zotin |
| 24. Juli 2015 16:15 Uhr | meiste Tore: Baher Elbadrawy, Y. El-Deraa 5 | (12:16)      | meiste Tore: Ernst 7 | Arena Máquinas, Uberaba Schiedsrichter: Volodkov, Zotin |
| 24. Juli 2015 16:15 Uhr | Strafen: 3× 5×                              | Spielbericht | Strafen: 3× 9×       | Arena Máquinas, Uberaba Schiedsrichter: Volodkov, Zotin |

| 24. Juli 2015 18:30 Uhr | Brasilien             | 27:16        | Uruguay                 | Arena Máquinas, Uberaba Zuschauer: 2.500 Schiedsrichter: Al-Mutawa, Al-Suwailem |
| 24. Juli 2015 18:30 Uhr | meiste Tore: Santos 5 | (13:5)       | meiste Tore: Chapparo 4 | Arena Máquinas, Uberaba Zuschauer: 2.500 Schiedsrichter: Al-Mutawa, Al-Suwailem |
| 24. Juli 2015 18:30 Uhr | Strafen: 3× 1×        | Spielbericht | Strafen: 1× 6×          | Arena Máquinas, Uberaba Zuschauer: 2.500 Schiedsrichter: Al-Mutawa, Al-Suwailem |

| 24. Juli 2015 20:45 Uhr | Japan                 | 26:35        | Norwegen                 | Arena Máquinas, Uberaba Zuschauer: 200 Schiedsrichter: Jedermann, Posch |
| 24. Juli 2015 20:45 Uhr | meiste Tore: Tokuda 9 | (12:22)      | meiste Tore: Pedersen 10 | Arena Máquinas, Uberaba Zuschauer: 200 Schiedsrichter: Jedermann, Posch |
| 24. Juli 2015 20:45 Uhr | Strafen: 4× 1×        | Spielbericht | Strafen: 3× 4×           | Arena Máquinas, Uberaba Zuschauer: 200 Schiedsrichter: Jedermann, Posch |

| 26. Juli 2015 09:30 Uhr | Uruguay                  | 19:32        | Japan                 | Arena Máquinas, Uberaba Zuschauer: 100 Schiedsrichter: Mosorinski, Pandzic |
| 26. Juli 2015 09:30 Uhr | meiste Tore: Chaparro 10 | (10:17)      | meiste Tore: Tanaka 5 | Arena Máquinas, Uberaba Zuschauer: 100 Schiedsrichter: Mosorinski, Pandzic |
| 26. Juli 2015 09:30 Uhr | Strafen: 4× 11× 1×       | Spielbericht | Strafen: 3× 7×        | Arena Máquinas, Uberaba Zuschauer: 100 Schiedsrichter: Mosorinski, Pandzic |

| 26. Juli 2015 11:45 Uhr | Ägypten                   | 31:21        | Norwegen                   | Arena Máquinas, Uberaba Zuschauer: 200 Schiedsrichter: Almawt, Marhoon |
| 26. Juli 2015 11:45 Uhr | meiste Tore: Y. Elderaa 7 | (15:12)      | meiste Tore: Johannessen 5 | Arena Máquinas, Uberaba Zuschauer: 200 Schiedsrichter: Almawt, Marhoon |
| 26. Juli 2015 11:45 Uhr | Strafen: 3× 5×            | Spielbericht | Strafen: 4×                | Arena Máquinas, Uberaba Zuschauer: 200 Schiedsrichter: Almawt, Marhoon |

| 26. Juli 2015 18:30 Uhr | Deutschland          | 29:29        | Brasilien                       | Arena Máquinas, Uberaba Zuschauer: 5.800 Schiedsrichter: Lah, Sok |
| 26. Juli 2015 18:30 Uhr | meiste Tore: Ernst 8 | (15:15)      | meiste Tore: Hackbarth, Silva 7 | Arena Máquinas, Uberaba Zuschauer: 5.800 Schiedsrichter: Lah, Sok |
| 26. Juli 2015 18:30 Uhr | Strafen: 4×          | Spielbericht | Strafen: 3× 5× 1×               | Arena Máquinas, Uberaba Zuschauer: 5.800 Schiedsrichter: Lah, Sok |

### Finalrunde

#### Achtelfinale
| 28. Juli 2015 13:30 Uhr | Spanien                         | 31:25        | Russland                              | Ginásio Municipal Tancroto Neves, Uberlândia Zuschauer: 200 Schiedsrichter: Brkic, Jusufhodzic |
| 28. Juli 2015 13:30 Uhr | meiste Tore: Sánchez Migallón 8 | (12:14)      | meiste Tore: Schkurinski, Tschernow 6 | Ginásio Municipal Tancroto Neves, Uberlândia Zuschauer: 200 Schiedsrichter: Brkic, Jusufhodzic |
| 28. Juli 2015 13:30 Uhr | Strafen: 2×                     | Spielbericht | Strafen: 3× 2×                        | Ginásio Municipal Tancroto Neves, Uberlândia Zuschauer: 200 Schiedsrichter: Brkic, Jusufhodzic |

| 28. Juli 2015 13:30 Uhr | Südkorea           | 36:39        | Ägypten                     | Arena Máquinas, Uberaba Zuschauer: 100 Schiedsrichter: Andorka, Hucker |
| 28. Juli 2015 13:30 Uhr | meiste Tore: Lim 8 | (17:15)      | meiste Tore: Y. El-Deraa 11 | Arena Máquinas, Uberaba Zuschauer: 100 Schiedsrichter: Andorka, Hucker |
| 28. Juli 2015 13:30 Uhr | Strafen: 3× 5×     | Spielbericht | Strafen: 3× 7×              | Arena Máquinas, Uberaba Zuschauer: 100 Schiedsrichter: Andorka, Hucker |

| 28. Juli 2015 15:45 Uhr | Brasilien            | 31:34        | Dänemark                                 | Ginásio Municipal Tancroto Neves, Uberlândia Zuschauer: 2000 Schiedsrichter: Kolahdouzan, Mousavian |
| 28. Juli 2015 15:45 Uhr | meiste Tore: Silva 8 | (16:19)      | meiste Tore: Holst Jensen, Hald Jensen 8 | Ginásio Municipal Tancroto Neves, Uberlândia Zuschauer: 2000 Schiedsrichter: Kolahdouzan, Mousavian |
| 28. Juli 2015 15:45 Uhr | Strafen: 4× 1×       | Spielbericht | Strafen: 3× 7×                           | Ginásio Municipal Tancroto Neves, Uberlândia Zuschauer: 2000 Schiedsrichter: Kolahdouzan, Mousavian |

| 28. Juli 2015 15:45 Uhr | Schweden                          | 33:30 n. V.    | Portugal             | Arena Máquinas, Uberaba Zuschauer: 300 Schiedsrichter: Boualloucha, Khenissi |
| 28. Juli 2015 15:45 Uhr | meiste Tore: Zetterman, Nilsson 8 | (17:13, 28:28) | meiste Tore: Alves 8 | Arena Máquinas, Uberaba Zuschauer: 300 Schiedsrichter: Boualloucha, Khenissi |
| 28. Juli 2015 15:45 Uhr | Strafen: 4× 7×                    | Spielbericht   | Strafen: 4× 3×       | Arena Máquinas, Uberaba Zuschauer: 300 Schiedsrichter: Boualloucha, Khenissi |

| 28. Juli 2015 18:00 Uhr | Katar                   | 35:36 n. V.    | Weißrussland            | Ginásio Municipal Tancroto Neves, Uberlândia Zuschauer: 800 Schiedsrichter: K. Gasmi, R. Gasmi |
| 28. Juli 2015 18:00 Uhr | meiste Tore: Denguir 17 | (16:15, 31:31) | meiste Tore: Karalek 10 | Ginásio Municipal Tancroto Neves, Uberlândia Zuschauer: 800 Schiedsrichter: K. Gasmi, R. Gasmi |
| 28. Juli 2015 18:00 Uhr | Strafen: 3× 4×          | Spielbericht   | Strafen: 3× 2×          | Ginásio Municipal Tancroto Neves, Uberlândia Zuschauer: 800 Schiedsrichter: K. Gasmi, R. Gasmi |

| 28. Juli 2015 18:00 Uhr | Tunesien               | 27:29        | Rumänien              | Arena Máquinas, Uberaba Zuschauer: 100 Schiedsrichter: Mošorinski, Pandžić |
| 28. Juli 2015 18:00 Uhr | meiste Tore: Abdelli 9 | (15:15)      | meiste Tore: Negru 14 | Arena Máquinas, Uberaba Zuschauer: 100 Schiedsrichter: Mošorinski, Pandžić |
| 28. Juli 2015 18:00 Uhr | Strafen: 2× 5×         | Spielbericht | Strafen: 3× 5×        | Arena Máquinas, Uberaba Zuschauer: 100 Schiedsrichter: Mošorinski, Pandžić |

| 28. Juli 2015 20:30 Uhr | Deutschland           | 27:18        | Argentinien            | Ginásio Municipal Tancroto Neves, Uberlândia Zuschauer: 300 Schiedsrichter: Pétursson, Sigurjónsson |
| 28. Juli 2015 20:30 Uhr | meiste Tore: Kunkel 7 | (12:8)       | meiste Tore: Mourino 4 | Ginásio Municipal Tancroto Neves, Uberlândia Zuschauer: 300 Schiedsrichter: Pétursson, Sigurjónsson |
| 28. Juli 2015 20:30 Uhr | Strafen: 2× 5×        | Spielbericht | Strafen: 2× 8× 1×      | Ginásio Municipal Tancroto Neves, Uberlândia Zuschauer: 300 Schiedsrichter: Pétursson, Sigurjónsson |

| 28. Juli 2015 20:30 Uhr | Frankreich             | 24:20        | Norwegen                             | Arena Máquinas, Uberaba Zuschauer: 250 Schiedsrichter: Lah, Sok |
| 28. Juli 2015 20:30 Uhr | meiste Tore: Tournat 6 | (11:10)      | meiste Tore: Johannessen, Pedersen 5 | Arena Máquinas, Uberaba Zuschauer: 250 Schiedsrichter: Lah, Sok |
| 28. Juli 2015 20:30 Uhr | Strafen: 2× 3×         | Spielbericht | Strafen: 4×                          | Arena Máquinas, Uberaba Zuschauer: 250 Schiedsrichter: Lah, Sok |

#### Viertelfinale
| 29. Juli 2015 18:00 Uhr | Spanien                                              | 21:22        | Dänemark                         | Ginásio Municipal Tancroto Neves, Uberlândia Zuschauer: 200 Schiedsrichter: Erdogan, Ozdeniz |
| 29. Juli 2015 18:00 Uhr | meiste Tore: Sánchez-Migallón, Del Valle N., Plaza 4 | (12:10)      | meiste Tore: Hansen, Henneberg 4 | Ginásio Municipal Tancroto Neves, Uberlândia Zuschauer: 200 Schiedsrichter: Erdogan, Ozdeniz |
| 29. Juli 2015 18:00 Uhr | Strafen: 3× 1×                                       | Spielbericht | Strafen: 3× 2×                   | Ginásio Municipal Tancroto Neves, Uberlândia Zuschauer: 200 Schiedsrichter: Erdogan, Ozdeniz |

| 29. Juli 2015 18:00 Uhr | Ägypten                                               | 28:27        | Schweden            | Arena Máquinas, Uberaba Zuschauer: 200 Schiedsrichter: Mosorinski, Pandzic |
| 29. Juli 2015 18:00 Uhr | meiste Tore: Hossam Mohamed, M. Khairi, Y. El-Deraa 5 | (15:15)      | meiste Tore: Mörk 9 | Arena Máquinas, Uberaba Zuschauer: 200 Schiedsrichter: Mosorinski, Pandzic |
| 29. Juli 2015 18:00 Uhr | Strafen: 4×                                           | Spielbericht | Strafen: 4× 7×      | Arena Máquinas, Uberaba Zuschauer: 200 Schiedsrichter: Mosorinski, Pandzic |

| 29. Juli 2015 20:30 Uhr | Weißrussland           | 37:43        | Deutschland            | Ginásio Municipal Tancroto Neves, Uberlândia Zuschauer: 200 Schiedsrichter: Alves, Magalhaes |
| 29. Juli 2015 20:30 Uhr | meiste Tore: Karalek 9 | (17:19)      | meiste Tore: Preuss 17 | Ginásio Municipal Tancroto Neves, Uberlândia Zuschauer: 200 Schiedsrichter: Alves, Magalhaes |
| 29. Juli 2015 20:30 Uhr | Strafen: 3×            | Spielbericht | Strafen: 3×            | Ginásio Municipal Tancroto Neves, Uberlândia Zuschauer: 200 Schiedsrichter: Alves, Magalhaes |

| 29. Juli 2015 20:30 Uhr | Rumänien              | 20:30        | Frankreich                | Arena Máquinas, Uberaba Zuschauer: 200 Schiedsrichter: Lah, Sok |
| 29. Juli 2015 20:30 Uhr | meiste Tore: Rotaru 5 | (8:17)       | meiste Tore: Delecroix 10 | Arena Máquinas, Uberaba Zuschauer: 200 Schiedsrichter: Lah, Sok |
| 29. Juli 2015 20:30 Uhr | Strafen: 4× 5×        | Spielbericht | Strafen: 3× 9× 1×         | Arena Máquinas, Uberaba Zuschauer: 200 Schiedsrichter: Lah, Sok |

#### Platzierungsspiele Platz 5–8
| 31. Juli 2015 11:00 Uhr | Spanien                   | 34:36        | Weißrussland           | Ginásio Municipal Tancroto Neves, Uberlândia Zuschauer: 200 Schiedsrichter: Andorka, Hucker |
| 31. Juli 2015 11:00 Uhr | meiste Tore: Perez Arce 9 | (18:19)      | meiste Tore: Karalek 9 | Ginásio Municipal Tancroto Neves, Uberlândia Zuschauer: 200 Schiedsrichter: Andorka, Hucker |
| 31. Juli 2015 11:00 Uhr | Strafen: 3× 1×            | Spielbericht | Strafen: 4× 10× 2×     | Ginásio Municipal Tancroto Neves, Uberlândia Zuschauer: 200 Schiedsrichter: Andorka, Hucker |

| 31. Juli 2015 13:15 Uhr | Schweden                          | 36:24        | Rumänien                       | Ginásio Municipal Tancroto Neves, Uberlândia Zuschauer: 100 Schiedsrichter: K. Gasmi, R. Gasmi |
| 31. Juli 2015 13:15 Uhr | meiste Tore: Zetterman, Nilsson 6 | (18:15)      | meiste Tore: Militaru, Negru 6 | Ginásio Municipal Tancroto Neves, Uberlândia Zuschauer: 100 Schiedsrichter: K. Gasmi, R. Gasmi |
| 31. Juli 2015 13:15 Uhr | Strafen: 3× 5×                    | Spielbericht | Strafen: 3×                    | Ginásio Municipal Tancroto Neves, Uberlândia Zuschauer: 100 Schiedsrichter: K. Gasmi, R. Gasmi |

##### Spiel um Platz 7
| 1. August 2015 11:00 Uhr | Spanien                     | 30:29        | Rumänien                | Ginásio Municipal Tancroto Neves, Uberlândia Zuschauer: 200 Schiedsrichter: Boualloucha, Khenissi |
| 1. August 2015 11:00 Uhr | meiste Tore: Arino Garcia 5 | (14:13)      | meiste Tore: Racotea 10 | Ginásio Municipal Tancroto Neves, Uberlândia Zuschauer: 200 Schiedsrichter: Boualloucha, Khenissi |
| 1. August 2015 11:00 Uhr | Strafen: 3× 4×              | Spielbericht | Strafen: 4×             | Ginásio Municipal Tancroto Neves, Uberlândia Zuschauer: 200 Schiedsrichter: Boualloucha, Khenissi |

##### Spiel um Platz 5
| 1. August 2015 13:15 Uhr | Weißrussland           | 33:37        | Schweden                  | Ginásio Municipal Tancroto Neves, Uberlândia Zuschauer: 200 Schiedsrichter: Erdogan, Ozdeniz |
| 1. August 2015 13:15 Uhr | meiste Tore: Shynkel 7 | (15:19)      | meiste Tore: Zetterman 12 | Ginásio Municipal Tancroto Neves, Uberlândia Zuschauer: 200 Schiedsrichter: Erdogan, Ozdeniz |
| 1. August 2015 13:15 Uhr | Strafen: 2×            | Spielbericht | Strafen: 3× 5×            | Ginásio Municipal Tancroto Neves, Uberlândia Zuschauer: 200 Schiedsrichter: Erdogan, Ozdeniz |

#### Halbfinale
| 31. Juli 2015 15:30 Uhr | Dänemark              | 28:26        | Deutschland               | Ginásio Municipal Tancroto Neves, Uberlândia Zuschauer: 400 Schiedsrichter: Brkic, Jusufhodzic |
| 31. Juli 2015 15:30 Uhr | meiste Tore: Hansen 6 | (15:13)      | meiste Tore: Ritterbach 7 | Ginásio Municipal Tancroto Neves, Uberlândia Zuschauer: 400 Schiedsrichter: Brkic, Jusufhodzic |
| 31. Juli 2015 15:30 Uhr | Strafen: 3× 4×        | Spielbericht | Strafen: 4×               | Ginásio Municipal Tancroto Neves, Uberlândia Zuschauer: 400 Schiedsrichter: Brkic, Jusufhodzic |

| 31. Juli 2015 18:00 Uhr | Ägypten                    | 30:32        | Frankreich             | Ginásio Municipal Tancroto Neves, Uberlândia Zuschauer: 1000 Schiedsrichter: Kolahdouzan, Mousavian |
| 31. Juli 2015 18:00 Uhr | meiste Tore: Y. El-Deraa 8 | (12:15)      | meiste Tore: Tournat 7 | Ginásio Municipal Tancroto Neves, Uberlândia Zuschauer: 1000 Schiedsrichter: Kolahdouzan, Mousavian |
| 31. Juli 2015 18:00 Uhr | Strafen: 4× 5×             | Spielbericht | Strafen: 3× 5×         | Ginásio Municipal Tancroto Neves, Uberlândia Zuschauer: 1000 Schiedsrichter: Kolahdouzan, Mousavian |

#### Spiel um Platz 3
| 1. August 2015 15:30 Uhr | Deutschland               | 35:34 n.2V.           | Ägypten                    | Ginásio Municipal Tancroto Neves, Uberlândia Zuschauer: 1.000 Schiedsrichter: Alves, Magalhaes |
| 1. August 2015 15:30 Uhr | meiste Tore: Ritterbach 8 | (29:29, 23:23, 12:13) | meiste Tore: Y. El-Deraa 7 | Ginásio Municipal Tancroto Neves, Uberlândia Zuschauer: 1.000 Schiedsrichter: Alves, Magalhaes |
| 1. August 2015 15:30 Uhr | Strafen: 4× 8× 1×         | Spielbericht          | Strafen: 4× 9× 1×          | Ginásio Municipal Tancroto Neves, Uberlândia Zuschauer: 1.000 Schiedsrichter: Alves, Magalhaes |

#### Finale
| 1. August 2015 18:00 Uhr | Dänemark              | 24:26        | Frankreich               | Ginásio Municipal Tancroto Neves, Uberlândia Zuschauer: 3.000 Schiedsrichter: Lah, Sok |
| 1. August 2015 18:00 Uhr | meiste Tore: Lassen 8 | (11:14)      | meiste Tore: Delecroix 8 | Ginásio Municipal Tancroto Neves, Uberlândia Zuschauer: 3.000 Schiedsrichter: Lah, Sok |
| 1. August 2015 18:00 Uhr | Strafen: 3× 4×        | Spielbericht | Strafen: 3× 2×           | Ginásio Municipal Tancroto Neves, Uberlândia Zuschauer: 3.000 Schiedsrichter: Lah, Sok |

### Platzierungsrunde um die Plätze 9 – 16

#### Spiel um Platz 15
| 29. Juli 2015 13:30 Uhr | Norwegen                   | 32:29        | Russland                    | Ginásio Municipal Tancroto Neves, Uberlândia Zuschauer: 80 Schiedsrichter: Jeedermann, Posch |
| 29. Juli 2015 13:30 Uhr | meiste Tore: Johannessen 9 | (18:13)      | meiste Tore: Shkurinskiy 10 | Ginásio Municipal Tancroto Neves, Uberlândia Zuschauer: 80 Schiedsrichter: Jeedermann, Posch |
| 29. Juli 2015 13:30 Uhr | Strafen: 3× 4×             | Spielbericht | Strafen: 3× 2×              | Ginásio Municipal Tancroto Neves, Uberlândia Zuschauer: 80 Schiedsrichter: Jeedermann, Posch |

#### Spiel um Platz 13
| 29. Juli 2015 15:45 Uhr | Südkorea           | 29:26        | Tunesien               | Arena Máquinas, Uberaba Zuschauer: 100 Schiedsrichter: Almawt, Marhoon |
| 29. Juli 2015 15:45 Uhr | meiste Tore: Lim 8 | (17:12)      | meiste Tore: Abdelli 7 | Arena Máquinas, Uberaba Zuschauer: 100 Schiedsrichter: Almawt, Marhoon |
| 29. Juli 2015 15:45 Uhr | Strafen: 3× 6×     | Spielbericht | Strafen: 4×            | Arena Máquinas, Uberaba Zuschauer: 100 Schiedsrichter: Almawt, Marhoon |

#### Spiel um Platz 11
| 29. Juli 2015 13:30 Uhr | Portugal                   | 26:30        | Argentinien           | Ginásio Municipal Tancroto Neves, Uberlândia Zuschauer: 200 Schiedsrichter: Al Mutawa, Al Suwailem |
| 29. Juli 2015 13:30 Uhr | meiste Tore: M. Martins 10 | (11:13)      | meiste Tore: Grandi 8 | Ginásio Municipal Tancroto Neves, Uberlândia Zuschauer: 200 Schiedsrichter: Al Mutawa, Al Suwailem |
| 29. Juli 2015 13:30 Uhr | Strafen: 3× 2×             | Spielbericht | Strafen: 3× 4× 1×     | Ginásio Municipal Tancroto Neves, Uberlândia Zuschauer: 200 Schiedsrichter: Al Mutawa, Al Suwailem |

#### Spiel um Platz 9
| 29. Juli 2015 15:45 Uhr | Katar                  | 36:35 n. S.    | Brasilien                 | Arena Máquinas, Uberaba Zuschauer: 200 Schiedsrichter: Brkic, Jusufhodzic |
| 29. Juli 2015 15:45 Uhr | meiste Tore: Abdalla 6 | (17:17, 32:32) | meiste Tore: Hackbarth 11 | Arena Máquinas, Uberaba Zuschauer: 200 Schiedsrichter: Brkic, Jusufhodzic |
| 29. Juli 2015 15:45 Uhr | Strafen: 4× 5×         | Spielbericht   | Strafen: 3× 6×            | Arena Máquinas, Uberaba Zuschauer: 200 Schiedsrichter: Brkic, Jusufhodzic |

### President's Cup

#### Platzierungsspiele
| 28. Juli 2015 09:00 Uhr | Algerien              | 19:28        | Japan                 | Arena Máquinas, Uberaba Zuschauer: 200 Schiedsrichter: Gonzalez, Prieto |
| 28. Juli 2015 09:00 Uhr | meiste Tore: Khelil 7 | (9:12)       | meiste Tore: Tanaka 8 | Arena Máquinas, Uberaba Zuschauer: 200 Schiedsrichter: Gonzalez, Prieto |
| 28. Juli 2015 09:00 Uhr | Strafen: 2×           | Spielbericht | Strafen: 2×           | Arena Máquinas, Uberaba Zuschauer: 200 Schiedsrichter: Gonzalez, Prieto |

| 28. Juli 2015 09:00 Uhr | Chile                 | 18:21        | Uruguay               | Arena Máquinas, Uberaba Zuschauer: 50 Schiedsrichter: Jedermann, Posch |
| 28. Juli 2015 09:00 Uhr | meiste Tore: Flores 4 | (7:12)       | meiste Tore: Méndez 5 | Arena Máquinas, Uberaba Zuschauer: 50 Schiedsrichter: Jedermann, Posch |
| 28. Juli 2015 09:00 Uhr | Strafen: 3×           | Spielbericht | Strafen: 3× 6×        | Arena Máquinas, Uberaba Zuschauer: 50 Schiedsrichter: Jedermann, Posch |

| 28. Juli 2015 11:15 Uhr | Niederlande           | 23:37        | Serbien               | Ginásio Municipal Tancroto Neves, Uberlândia Zuschauer: 200 Schiedsrichter: Erdogan, Ozdeniz |
| 28. Juli 2015 11:15 Uhr | meiste Tore: Jansen 5 | (10:18)      | meiste Tore: Kurtes 7 | Ginásio Municipal Tancroto Neves, Uberlândia Zuschauer: 200 Schiedsrichter: Erdogan, Ozdeniz |
| 28. Juli 2015 11:15 Uhr | Strafen: 3× 1×        | Spielbericht | Strafen: 3× 5×        | Ginásio Municipal Tancroto Neves, Uberlândia Zuschauer: 200 Schiedsrichter: Erdogan, Ozdeniz |

| 28. Juli 2015 11:15 Uhr | Paraguay               | 22:33        | Angola                   | Ginásio Municipal Tancroto Neves, Uberlândia Zuschauer: 50 Schiedsrichter: A. Covalciuc, L. Covalciuc |
| 28. Juli 2015 11:15 Uhr | meiste Tore: Salinas 8 | (8:12)       | meiste Tore: Cristovao 8 | Ginásio Municipal Tancroto Neves, Uberlândia Zuschauer: 50 Schiedsrichter: A. Covalciuc, L. Covalciuc |
| 28. Juli 2015 11:15 Uhr | Strafen: 3× 2×         | Spielbericht | Strafen: 4× 3×           | Ginásio Municipal Tancroto Neves, Uberlândia Zuschauer: 50 Schiedsrichter: A. Covalciuc, L. Covalciuc |

#### Spiel um Platz 23
| 29. Juli 2015 09:00 Uhr | Paraguay                        | 27:37        | Chile                | Arena Máquinas, Uberaba Zuschauer: 15 Schiedsrichter: Andorka, Hucker |
| 29. Juli 2015 09:00 Uhr | meiste Tore: Salinas Ramirez 11 | (13:19)      | meiste Tore: Ayala 8 | Arena Máquinas, Uberaba Zuschauer: 15 Schiedsrichter: Andorka, Hucker |
| 29. Juli 2015 09:00 Uhr | Strafen: 3× 6×                  | Spielbericht | Strafen: 4×          | Arena Máquinas, Uberaba Zuschauer: 15 Schiedsrichter: Andorka, Hucker |

#### Spiel um Platz 21
| 29. Juli 2015 11:15 Uhr | Angola               | 24:16        | Uruguay               | Arena Máquinas, Uberaba Zuschauer: 15 Schiedsrichter: A. Covalciuc, L. Covalciuc |
| 29. Juli 2015 11:15 Uhr | meiste Tore: Pedro 6 | (11:8)       | meiste Tore: Méndez 5 | Arena Máquinas, Uberaba Zuschauer: 15 Schiedsrichter: A. Covalciuc, L. Covalciuc |
| 29. Juli 2015 11:15 Uhr | Strafen: 3× 5×       | Spielbericht | Strafen: 2× 1×        | Arena Máquinas, Uberaba Zuschauer: 15 Schiedsrichter: A. Covalciuc, L. Covalciuc |

#### Spiel um Platz 19
| 29. Juli 2015 11:15 Uhr | Algerien                 | 25:33        | Niederlande          | Ginásio Municipal Tancroto Neves, Uberlândia Zuschauer: 200 Schiedsrichter: Kalhdouzan, Mousavian |
| 29. Juli 2015 11:15 Uhr | meiste Tore: Djebrouni 5 | (14:17)      | meiste Tore: Smits 9 | Ginásio Municipal Tancroto Neves, Uberlândia Zuschauer: 200 Schiedsrichter: Kalhdouzan, Mousavian |
| 29. Juli 2015 11:15 Uhr | Strafen: 4× 3×           | Spielbericht | Strafen: 2× 3×       | Ginásio Municipal Tancroto Neves, Uberlândia Zuschauer: 200 Schiedsrichter: Kalhdouzan, Mousavian |

#### Spiel um Platz 17
| 29. Juli 2015 09:00 Uhr | Japan                  | 24:28        | Serbien               | Ginásio Municipal Tancroto Neves, Uberlândia Zuschauer: 200 Schiedsrichter: Petursson, Sigurjonsson |
| 29. Juli 2015 09:00 Uhr | meiste Tore: Tokuda 10 | (14:14)      | meiste Tore: Kurtes 9 | Ginásio Municipal Tancroto Neves, Uberlândia Zuschauer: 200 Schiedsrichter: Petursson, Sigurjonsson |
| 29. Juli 2015 09:00 Uhr | Strafen: 3× 1×         | Spielbericht | Strafen: 3× 7×        | Ginásio Municipal Tancroto Neves, Uberlândia Zuschauer: 200 Schiedsrichter: Petursson, Sigurjonsson |

## Abschlussplatzierungen
| Rang   | Team         | Sp. | S | U | N | Tore    | Diff. |
| ------ | ------------ | --- | - | - | - | ------- | ----- |
| Gold   | Frankreich   | 9   | 9 | 0 | 0 | 275:217 | +058  |
| Silber | Dänemark     | 9   | 7 | 0 | 2 | 273:225 | +048  |
| Bronze | Deutschland  | 9   | 7 | 1 | 1 | 297:236 | +061  |
| 04.    | Ägypten      | 9   | 5 | 1 | 3 | 282:258 | +024  |
| 05.    | Schweden     | 9   | 8 | 0 | 1 | 346:223 | +123  |
| 06.    | Weißrussland | 9   | 6 | 0 | 3 | 323:279 | +044  |
| 07.    | Spanien      | 9   | 6 | 0 | 3 | 250:219 | +031  |
| 08.    | Rumänien     | 9   | 3 | 2 | 4 | 209:226 | −017  |
| 09.    | Katar        | 7   | 4 | 0 | 3 | 201:209 | −008  |
| 10.    | Brasilien    | 7   | 3 | 1 | 3 | 221:201 | +020  |
| 11.    | Argentinien  | 7   | 3 | 0 | 4 | 162:176 | −014  |
| 12.    | Portugal     | 7   | 2 | 1 | 4 | 176:190 | −014  |
| 13.    | Südkorea     | 7   | 4 | 0 | 3 | 218:198 | +020  |
| 14.    | Tunesien     | 7   | 3 | 0 | 4 | 179:171 | +008  |
| 15.    | Norwegen     | 7   | 3 | 0 | 4 | 187:191 | −004  |
| 16.    | Russland     | 7   | 2 | 0 | 5 | 219:231 | −012  |
| 17.    | Serbien      | 7   | 4 | 1 | 2 | 199:159 | +040  |
| 18.    | Japan        | 7   | 2 | 1 | 4 | 191:202 | −011  |
| 19.    | Niederlande  | 7   | 2 | 0 | 5 | 205:227 | −022  |
| 20.    | Algerien     | 7   | 2 | 0 | 6 | 161:206 | −045  |
| 21.    | Angola       | 7   | 2 | 0 | 5 | 170:191 | −021  |
| 22.    | Uruguay      | 7   | 1 | 0 | 6 | 126:206 | −080  |
| 23.    | Chile        | 7   | 1 | 0 | 6 | 159:219 | −060  |
| 24.    | Paraguay     | 7   | 0 | 0 | 7 | 144:310 | −066  |

- Der erste Platz berechtigt zur Teilnahme an der U-21-Handball-Weltmeisterschaft 2017
- Die Platzierungen ergaben sich nach folgenden Kriterien:
  - Plätze 1 bis 4: Ergebnisse im Finale sowie im Spiel um Platz 3
  - Plätze 5 bis 8 (Verlierer der Viertelfinalpartien): Ergebnisse der Platzierungsspiele um die Plätze 5 bis 8
  - Plätze 9 bis 16 (Verlierer der Achtelfinalpartien): Ergebnisse der Platzierungsspiele um die Plätze 9 bis 16
  - Plätze 17 bis 20: Ergebnisse der Platzierungsspiele des President’s Cup unter den Fünftplatzierten der Vorrunde
  - Plätze 21 bis 24: Ergebnisse der Platzierungsspiele des President’s Cup unter den Sechstplatzierten der Vorrunde